# Povodni mož (Prešeren)
Povodni mož je prva balada Franceta Prešerna (poleg prevoda Lenore), ki je nastala v njegovem mladostnem obdobju. Snov za balado je črpal iz Valvasorjevega dela Slava vojvodine Kranjske. Balada je bila objavljena v zbirki Kranjski čebelici leta 1830.

## Nastanek pesmi
Prešeren je pesmi, ki jih je napisal do leta 1825, v oceno predložil Kopitarju. Ta mu je svetoval, naj pesmi za nekaj let pospravi, se od njih oddalji in jih takrat z distanco in večjo modrostjo popravi. Prešeren je nasvet upošteval še preveč dobesedno, saj je vse pesmi sežgal, razen treh - Povodnega moža, prevoda Lenore in Lažnivih pratikarjev. S podnaslovom "balada iz Valvasorja" nam razkrije, iz kje je črpal svoje zgodbe. Oprl se je na 11. in 15. knjigo Slave Vojvodine Kranjske, kjer se pojavi povodni mož oziroma strah, ki živi v Ljubljanici, in ljubljanska lepotica, ki jo odnese s seboj. Kljub temu, da je iz Valvasorjeve snovi naredil samostojno pesniško zgodbo, se ni odločil za širjenje zgodbe, bistvena sprememba pa je odstranitev moralnega nauka.
V Kranjski čbelici se je dekle imenovalo Zalika in ne Urška (Al lepši od Zalike ni blo nobene). Najverjetneje gre za resnično osebo, hči krčmarja Dolenca, v katero je bil Prešeren zaljubljen v svojih mladih letih. 

## Vsebina in zgradba
Zgodba govori o lepi, mladi, spogledljivi in domišljavi Urški, ki se ji noben moški ne more upreti. Na Starem trgu se odvija ples, na katerem Urška zavrača fante enega za drugim. Plesa je že skoraj konec, ko zagleda mladeniča, ki ga želi omrežiti. Ta jo prosi za ples in Urška privoli. Kljub grmenju in vetru se vrtita vse hitreje, dokler se ne zavrtita do brega in izgineta v vrtincu Ljubljanice. Balada je sestavljena iz 84 verzov - 14 kitic po 6 verzov. Kitice se po vsebini združujejo v sklope 3 : 3 : 3 : 1 : 3 : 1. Ritem je amfibraški 12-erec, rima pa x a a a b b.
Prve tri kitice še nimajo baladne teže in sloga (semantična zgoščenost, napetost, usodnost dogajanja ipd.), ampak Prešeren začenja z lagodnim opisom Urške, ki je lepa, pretkana, spogledljiva, radoživa. Šele z zadnjim stihom tretje kitice predstavi o Urški nekaj novega, predvideva zasuk (ga stakne nazadnje, ki bil ji je kos). V sledečih treh kiticah opisuje nedeljski ples na Starem trgu, kjer Urška zavrača vse plesalce po vrsti. Tu se način pripovedovanja bistveno spremeni - plesa ne opisuje več lahkotno, dogajanje se gosti in naglica stopnjuje, kar je razvidno tudi iz sprememb okolja (nedeljsko popoldne pod lipo zeleno se pomakne v čas, ko sonce zahaja, se mrak približuje). V 7., 8., 9. kitici dogajanje doseže prvi vrh - pojavi se junak, ki mu uspe dobiti Urškino privolitev na ples in se divje zasučeta. Prešeren šele tu prestopi v baladni slog. Dejstva, da o junaku ne vemo ničesar in da je od jutra do večera prešel ogromno razdaljo (od tam, kjer Donava bistri pridruži se Savi, torej od Beograda do Ljubljane), doda zgodbi nekaj skrivnostnega. Baladno nadnaravno je tudi ples junakov (ples postaja vse hitrejši, kot da ju nosi vihar, kot da bi brez trupla okrog se vrtela). Označevanje plesa pa se ne da razumeti več samo na en način, ampak postaja dvoumno: v dialogu med plesalcema je namesto besede ples dvoumno oziroma večumno uporabil besedo raj, ki lahko pomeni ples ali rajsko srečo ali smrt. Ukinitev pripovedovanja v tretji osebi in uvedba dialoga bralcu še bolj približa dogajanje. V 10. kitici pozornost usmeri na stranske vloge, torej na gledalce in godce, ki jim osuplim zastanejo roke, povodni mož pa se zaradi prekinjene glasbe razjezi, udari z nogo in si želi nove, drugačne glasbe. 11., 12. in 13. kitica so drugi vrh in hkrati odločilni razplet dejanja. Glasbo, ki so jo prej igrali godci, prevzamejo nadčloveške sile (zasliši na nebu se strašno gromenje, zasliši vetrov se sovražno vršenje, zasliši potokov derečih šumenje), ki jima daje ritem za ples, vse druge pa prestrašijo. Ob razkrivanju plesalčevega zlobnega plana tudi Urško postaja vedno bolj strah. V sklepni 14. kitici se dogajanje zaključi z izoginotjem povodnega moža in Urške v vrtincu reke, zgodbo pa rahlo razbremeni z zadnjima dvema verzoma, kjer se ponovno postavi v vlogo kronista in pove, kaj o izognitju Urške vedo čolnarji.  
Prešernova balada za razliko od Valvasorjeve ne vsebuje moralističnega nauka. Valvasorjeva junakinja je kaznovana za svoj greh, torej za svojo prevzetnost in razuzdanost, kar Valvasor postavi za nauk drugim. Prešeren pa kot Urškin greh in hkrati čar vidi njeno prevzetno, podjetno ljubezen in radoživost, zato je v njegovi zgodbi njena smrt predstavljena kot prevelika kazen, torej kot krivica.

## Kulturni vpliv
Povodni mož je pesnitev, ki je imela velik vpliv na slovensko kulturo tako preko del, ki so bila iz pesnitve izpeljana, kot tudi s pogostim omenjanjem povodnega moža kot kulturne reference. Besedilo pesmi je bilo večkrat uglasbljeno - leta 1910 ga je uglasbil skladatelj Viktor Parma, uglasbila sta ga med drugimi tudi pianist in skladatelj Miha Renčelj in skladatelj Vitja Avsec.
Povodnega moža so kot motiv uporabili tudi v priljubljeni reklami pivovarne Union.
Leta 2021 je v izvedbi Opere in Baleta SNG Maribor nastala tudi baletna predstava Povodni mož, ki so jo premierno uprizorili na Blejskem otoku ob svečanem dogodku začetka predsedovanja Republike Slovenije Svetu Evropske unije v letu 2021.
Po motivih Povodnega moža je v letu 2022 nastal tudi izvirni slovenski pop rock muzikal. Glasbo je zanj napisala glasbenica Neisha, besedilo etnolog in pisatelj Ambrož Kvartič. Urško je igrala pevka Raiven, Povodnega moža (PM-a) pa dramski igralec Jure Kopušar. Režirala ga je gledališka režiserka Sara Lucu. Občinstvo je muzikal sprejelo z navdušenjem, kritiki pa bolj zadržano. Predstava se je ukvarjala s problematiko pasti družbenih omrežij.
Reper Nipke v singlu Bejba iz neta iz leta 2017 citira Povodnega moža in piše »Od nekdaj so lepe ble bejbe okol mene, sam lepše od Urške pač blo ni nobene«.